# 黃守謙
黃守謙（1548年—？），字君有，號豫廷，廣東惠州府海豐縣人，民籍，明朝政治人物。

## 生平
嘉靖四十三年（1564年）甲子科廣東鄉試第十一名，萬曆八年（1580年）庚辰科會試第一百四十六名，登三甲第二百三十八名進士。吏部觀政，十一年授户部主事、敕授承德郎，丁憂歸。十五年复除户部，十八年差易州管粮，十九年告病。明亡不愿归顺清朝，房产被没。現有黄守谦府第旧址為汕尾市文物保护单位。

## 家族
曾祖黃繹，歲貢生；祖父黃光華，訓導；父黃應宸。母吳氏。